# Pomnik żołnierzy AK w Nałęczowie
Pomnik żołnierzy Armii Krajowej w Nałęczowie – pomnik upamiętniający poległych żołnierzy AK z oddziału Szatana znajdujący się na skraju Lasu Zakładowego, na polanie harcerskiej na przedmieściach Nałęczowa.

## Historia
Pomnik powstał staraniem środowisk kombatanckich podjętych dla upamiętnienia związanego z walką o wolną Polskę wydarzenia, które miało miejsce w Nałęczowie. Po rozwiązaniu Armii Krajowej w dniu 17 stycznia 1945, działający w okolicach Nałęczowa oddział tej armii nie złożył broni i zagrożony aresztowaniami i wywózką do łagrów, podjął dalsze działania zbrojne. W dniu 19 maja 1945 partyzanci pod dowództwem Szatana zaatakowali mieszczący się w wilii Aniela posterunek MO w Nałęczowie. Wobec braku granatów i broni ciężkiej, atak okazał się bezskuteczny. W czasie odwrotu partyzanci wpadli w zasadzkę zorganizowaną przez grupę operacyjną NKWD, przy drodze prowadzącej do wsi Łubki w rejonie Lasu Zakładowego. Z liczącego 30 ludzi oddziału zginęło 17 młodych żołnierzy AK. Poległych pochowano następnego dnia w zbiorowej mogile na nałęczowskim cmentarzu.

## Opis pomnika
W 1996 w Nałęczowie, na skraju Lasu Zakładowego, na tak zwanej polanie harcerskiej w hołdzie poległym żołnierzom zbudowano granitowy pomnik. Projekt pomnika przygotował rzeźbiarz Stanisław Strzyżyński, a wykonawcą był Jan Dudek. Budowla ma formę krzyża utworzonego z bloków granitowych z wizerunkami orła i kotwicy – symbolu Polski Walczącej. Na poziomym ramieniu krzyża wyryto napis:
| W HOŁDZIE ŻOŁNIERZOM ARMII KRAJOWEJ Z ODDZIAŁU SZATANA POLEGŁYM W TYM MIEJSCU W DNIU 19 MAJA 1945 R. W WALCE Z NKWD O WOLNĄ POLSKĘ |

Uroczyste odsłonięcie pomnika połączone z mszą polową nastąpiło 19 maja 1996 z udziałem obecnego dowódcy oddziału Kazimierza Woźniaka.

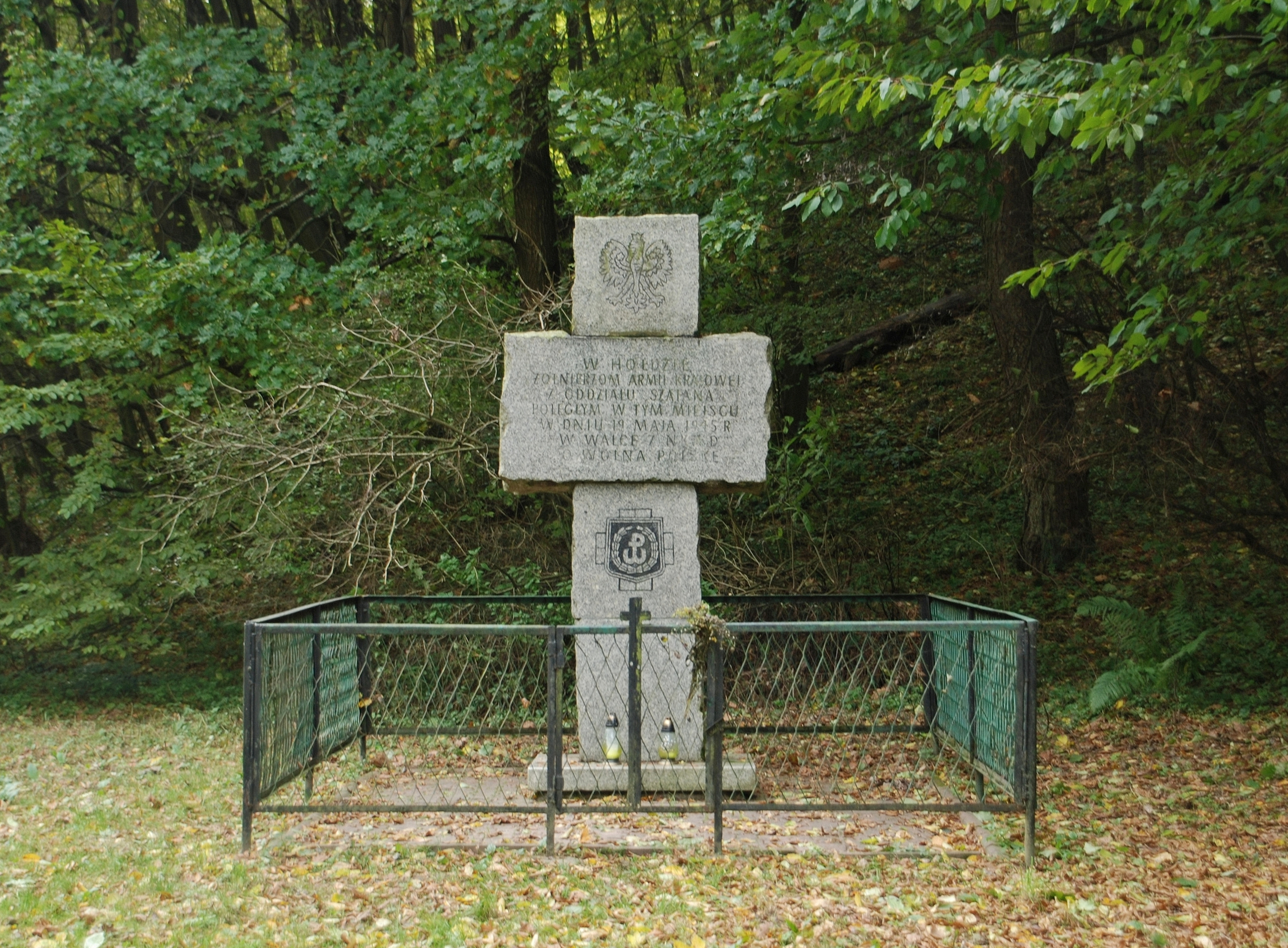
Widok ogólny
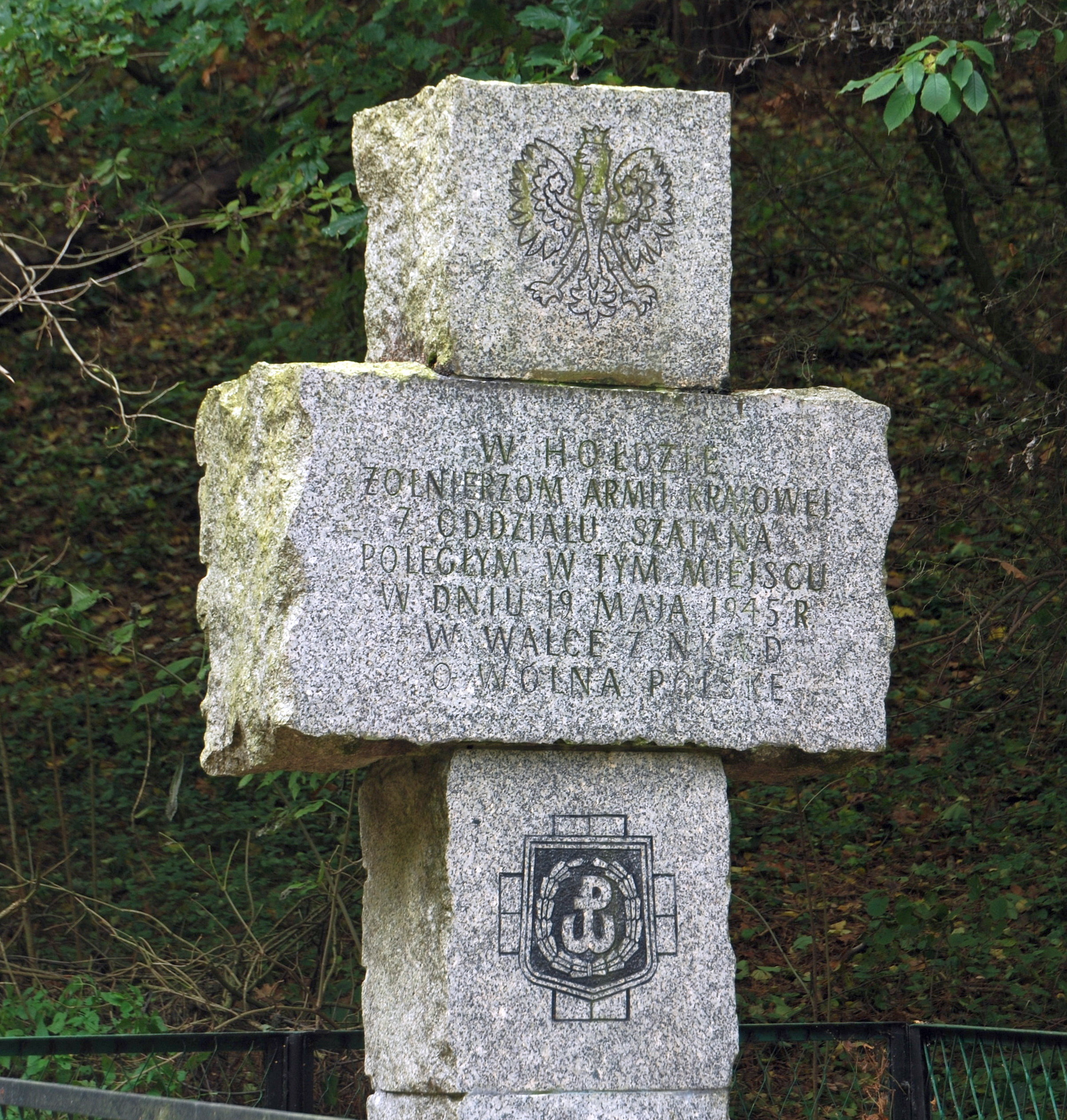
Z bliska